# Yasuyuki Kuwahara
Yasuyuki Kuwahara (Hiroshima, Prefectura d'Hiroshima, Japó, 22 de desembre de 1942 - 1 de març de 2017), va ser un futbolista japonès.

## Selecció japonesa
Yasuyuki Kuwahara va disputar 12 partits amb la selecció japonesa.